# Placówka Straży Granicznej I linii „Wisła”

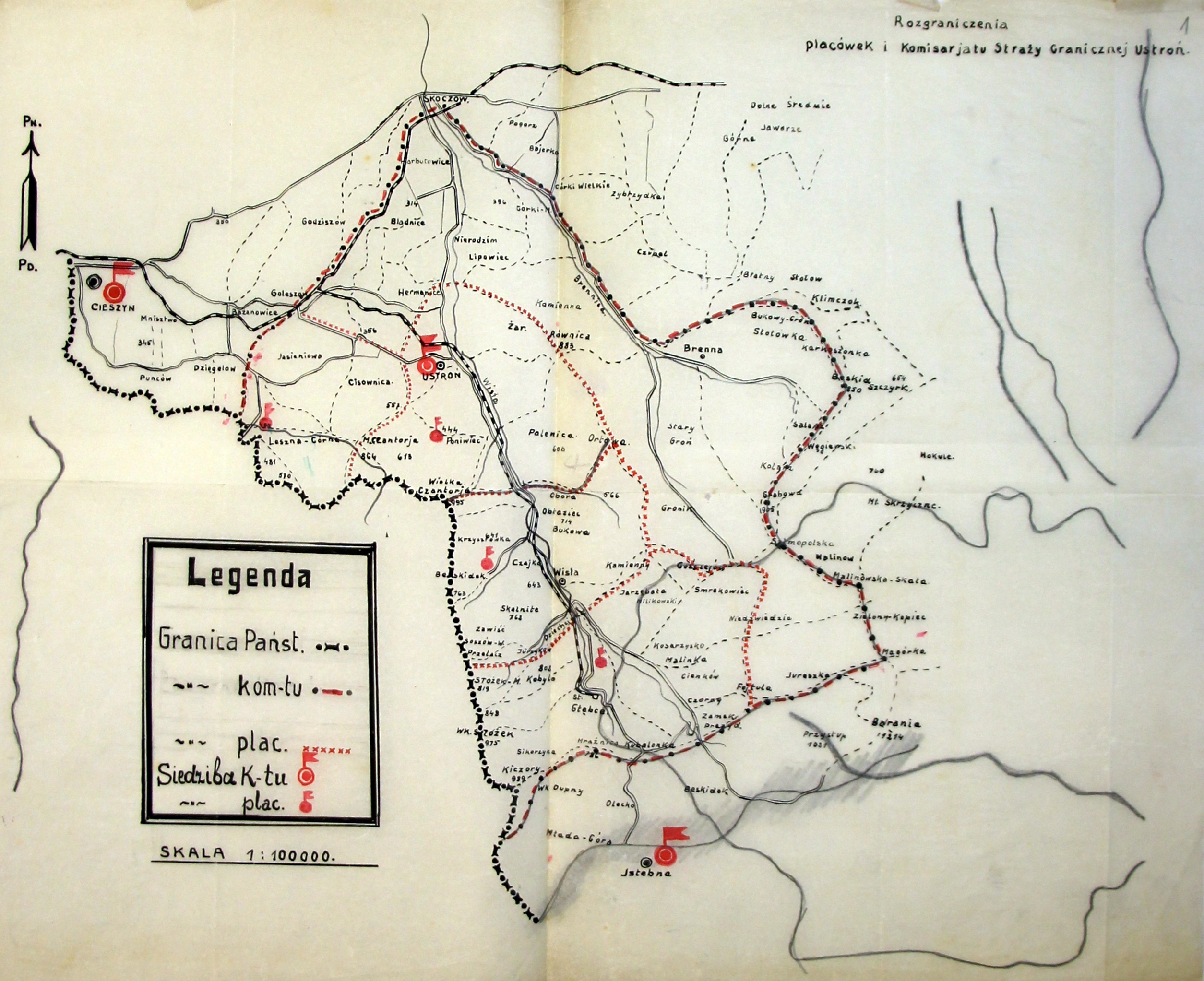
Szkic komisariatu SG „Ustroń”

Placówka Straży Granicznej I linii „Wisła” – jednostka organizacyjna Straży Granicznej pełniąca służbę ochronną na granicy polsko-czechosłowackiej w okresie międzywojennym.

## Formowanie i zmiany organizacyjne
Rozporządzeniem Prezydenta Rzeczypospolitej Polskiej Ignacego Mościckiego z 22 marca 1928 roku, do ochrony północnej, zachodniej i południowej granicy państwa, a w szczególności do ich ochrony celnej, powoływano z dniem 2 kwietnia 1928 roku  Straż Graniczną.
Rozkazem nr 4 z 30 kwietnia 1928 roku w sprawie organizacji Śląskiego Inspektoratu Okręgowego dowódca Straży Granicznej gen. bryg. Stefan Pasławski określił strukturę organizacyjną komisariatu SG „Ustroń”. Placówka Straży Granicznej I linii „Mały Stożek” znalazła się w jego strukturze.
Rozkazem nr 10 z 5 listopada 1929 roku w sprawie reorganizacji Śląskiego Inspektoratu Okręgowego komendant Straży Granicznej płk Jan Jur-Gorzechowski określił numer i nową strukturę komisariatu. Rozkaz nie wymienia placówka SG I linii „Mały stozek”. W jej miejscu wykazana jest placówka Straży Granicznej I linii „Wisła”.

## Służba graniczna
Sąsiednie placówki:
- placówka Straży Granicznej I linii „Jawornik” ⇔ placówka Straży Granicznej I linii „Jasnowice” − 1928[2]